# Nymphalis belisaria
Nymphalis belisaria är en fjärilsart som beskrevs av Charles Oberthür 1889. Nymphalis belisaria ingår i släktet Nymphalis och familjen praktfjärilar. Inga underarter finns listade i Catalogue of Life.